# Sebastião Sodré da Gama
Sebastião Sodré da Gama (Belém, 7 de novembro de 1883 - 29 de maio de 1951) foi um Matemático, que aos 20 anos de idade foi professor da Escola Politécnica do Rio de Janeiro e mais tarde tornou-se professor catedrático da cadeira Mecânica Racional. 
Foi diretor no período de 1929 à 1951, do mais antigo Centro Astronômico em funcionamento da América do Sul, o Observatório Nacional. Uma importante instituição que foi criada em 1827, após a independência do Brasil, e que carrega consigo traços marcantes sobre a história da astronomia em nosso país.
Sua participação como diretor do Observatório Nacional, muito contribuiu para a instalação de duas estações magnéticas no Brasil, a  de Vassouras (1915 ), no Rio de Janeiro, e a Tatuoca(1957), no Pará.

## Biografia
Sebastião Sodré da Gama nasceu na cidade de Belém, capital do Pará, no dia 07 de novembro de 1883, mas mudou-se ainda jovem para a cidade do Rio de Janeiro, onde foi  estudar na escola Politécnica da capital, graduando-se em Matemática.,  

## Carreira
Em 1925  foi nomeado professor catedrático em Cálculo de Variações e Mecânica Racional na Escola Politécnica, que está  localizada no Largo do São Francisco, no antigo prédio da Academia Real Militar, sendo incorporada  à Universidade do Rio de Janeiro.
Já Formado em matemática, e tendo como estudo a Teoria da Relatividade de Albert reformulou junto com Lelio I. Gama o ensino de Mecânica racional, inclusive introduziu na grade curricular os estudos de Cálculo Vetorial e de Análise Vetorial (SILVA, 2022, p 64).
Em 09 abril de 1929, Sebastião Sodré da Gama foi convidado pelo Ministro da Agricultura, Lira de Castro a assumir a direção do Observatório Nacional do Rio de Janeiro. Um ano antes da Revolução de 1930. Em função da piora da saúde de Henrique Morize em 1928, e em meio a um clima de adversidade e disputa que culminou na abertura de um inquérito administrativo entre Alix Correia de Lemos, astrônomo de reconhecida competência profissional, mas que era de uma personalidade severa e intransigente e Mário de Souza, engenheiro astrônomo e que tinha um temperamento oposto ao de Alix. Sua indicação foi a opção encontrada diante do impasse ( ARAUJO, 2022 p 143-144)
Também atuou nas pesquisas do programa de variação da latitude do Rio de Janeiro.
Em 1946, Sodré da Gama retoma suas atividade de docente  na Escola de Engenharia, mas permanece a frente da direção do Observatório Nacional, acumulando desta maneira dois cargos(docente e técnico).Essa acumulação de cargos busca amparo legal no artigo 185 da Constituição brasileira de 1946.(ARAUJO, 2022, p. 148)

### Eclipsado pela ciência: controvérsias e contribuições
Apesar do contexto em que dirigiu o Observatório Nacional (1929 a 1951), ter sido marcado inicialmente pela crise de 1929, em que houve cortes orçamentários na política brasileira, e, portanto, no Ministério de Agricultura, Industria e Comercio, órgão este em que estava subordinado o Observatório Nacional, Sebastião Sodré da Gama contribuiu com o desenvolvimento da ciência no Brasil, dando continuidade as atividades e programas da Instituição.
Sua Indicação para assumir a direção do Observatório Nacional continua sendo uma incógnita para a história da ciência, pois com a morte do catedrático de Física Henrique Chales Morize(1908 à 1929) assumiu interinamente  a direção Alex Correa Lemes(1929), sendo sucedida em 09 de abril de 1929 por Sebastião Sodré da Gama.
Ao assumir a direção do Observatório Nacional, teve como principal força científica para cumprir as atividades neste espaço, o astrônomo Domingos Costa, que já fazia parte da equipe anterior, e foi idealizador do 1º observatório astrofísico no Brasil, um feito muito importante para a ciência.
Nesse ponto, Sebastião Sodré da Gama enormemente contribuiu e estimulou a criação de estações magnéticas, sobretudo mantendo cooperação com a International Polar Year Comission, culminando na criação da estação magnética provisória em uma ilha à foz do rio Amazonas.
Este fato se deve em consideração que o Brasil por ser um país muito grande em extensão territorial, era relevante a possibilidade da existência de recursos minerais, por isso exigia-se uma intensificação de trabalhos de levantamento magnético do país, e objetivava-se a localização de depósitos minerais de ferro ou camadas poríferas 
Há uma grande lacuna escrita sobre as atividades científicas de Sebastião Sodré da Gama, e poucos trabalhos citam com profundidade acerca de sua biografia e carreira de cientista. Talvez pelo fato de ter sido uma pessoa não pertencente ao círculo  de trabalho e pesquisa de  cientistas renomados do Observatório Nacional, liderados sobretudo pelo astrônomo Henrique Charles Morize(1908-1929), ou pelo fato de inicialmente ter sido um nome indicado pelo poder  da espada por força da Republica e de seus governantes, desde o governo provisório até a era Vargas com a Republica populista, assumido desta feita a por 22 anos a direção de uma importante instituição não negando o sistema autoritário e populista; ou ainda por pautar suas decisões pela necessidade de não ir de encontro aos superiores da época, o que de certa forma salvaguardou a instituição, assim como o fez Morize quando foi diretor. Mantendo desta feita, um estilo que perdurou por várias sucessões no Observatório Nacional.(SILVA, 2022. p 64-65)

## Contribuições
O Observatório Magnético no Norte do Brasil- Estação Tatuoca-TTB, foi um posto avançado do Observatório Nacional que ampliou seu campo de pesquisa em magnetismo terrestre.
Sua história da estação Magnética está localizada em uma ilhota, na Baia do Guajará, em Belém-Pará e teve início em 1933 de maneira temporária por ocasião do Plano Diretor de Sebastião Sodré da Gama, sendo inaugurada em  1957 na gestão de Lelio Gama.
Em 1936, Sebastião da Gama apresentou um projeto de reestruturação do Observatório Nacional ao Ministro da Educação e Saúde, Gustavo Capanema, que por sua vez, o encaminhou a Getúlio Vargas por meio do processo 10187/36, sendo  aprovado em 1937 com o título “Reforma do Observatório Nacional”, uma boa estratégia para o golpe do Estado Novo, mas em 1940 acabaria por ser dissolvido.(ALENCAR E CARVALHO, 2019)

## Homenagens
Merece um destaque a Lei N° 6.149, de 23 de  julho de 1998,  que após estatuída pela Assembleia Legislativa do Estado do Pará, denominou  o título do Planetário de Belém “SEBASTIÃO SODRÉ DA GAMA”. Um museu de configuração importante para a Amazônia paraense. 

## Morte
Sebastião Sodré da Gama faleceu em 29 de maio de 1951, no Rio de Janeiro, aos 68 anos.